# Norra Gäddvik
Norra Gäddvik is een dorp (småort) binnen de Zweedse gemeente Luleå. Het is gelegen op een schiereiland in de Gäddviksundet, vroeger een zeestraat, nu nog een verbreding in de Lule. Op de zuidoever ligt Gäddvik, dat ook wel Södra Gäddvik wordt genoemd. Tussen beide kernen lag sinds 1945 een brug, de Gäddvikbrug genoemd. Inmiddels is in 1978 een nieuwe Gäddvikbrug aangelegd, de oude is nu alleen nog voor plaatselijk verkeer en fietsers. De nieuwe Gäddvikbrug maakt deel uit van de Europese weg 4.
Bestuurscentrum: Luleå (Tätort)
Tätort: Alvik · Antnäs · Bälinge · Bensbyn · Bergnäset · Brändön · Ersnäs · Gammelstad · Jämtön · Kallax · Karlsvik · Klöverträsk · Måttsund · Persön · Råneå · Rutvik · Södra Sunderbyn
Småort: Ale · Ängesbyn · Avan · Björknäs en Harrviken · Björsbyn · Böle · Börjelslandet · Brännan · Bränslan · Fällträsk · Gäddvik · Hagaviken · Midbyn · Mörön · Niemisel · Norra Gäddvik · Örarna · Reveln · Smedsbyn · Södra Prästholm · Sundom · Vitå
Overig: Alhamn · Skäret · Niemiholm